# Comotechna
Comotechna is een geslacht van vlinders van de familie sikkelmotten (Oecophoridae), uit de onderfamilie Depressariinae.

## Soorten
- C. corculata Meyrick, 1921
- C. dentifera Meyrick, 1921
- C. ludicra Meyrick, 1920
- C. parmifera Meyrick, 1921
- C. scutulata Meyrick, 1921
- C. semiberbis Meyrick, 1921